# Alegorie Jara (Lysá nad Labem)
Alegorie Jara je socha, která je součástí souboru alegorií ročních období v zámeckém parku v Lysé nad Labem. Socha je situována na jižní stranu horní terasy. Je pravděpodobné, že toto místo zaujímala již od doby svého osazení do zámeckého parku v letech 1734 až 1735. Socha je z jemnozrnného pískovce šedobílé barvy s okrovými skvrnami. Socha byla vytesána v dílně Matyáše Bernarda Brauna, konkrétně Sochařem z Benátek, jímž by mohl být snad František Adámek. Socha patří do památkově chráněného zámeckého areálu.

## Popis
Alegorie jara je vysochána jako římská bohyně květin a zahrad, Flora s květinami. Oblečena je pouze do pláště, který zakrývá její nejintimnější partie a záda. Plášť je členěn množstvím miskovitých záhybů. Socha zaujímá podobně jako alegorie měsíců složitý postoj kombinující taneční nakročení s barokní modifikací kontrapostu. Za její pravou odlehčenou nohou se nachází pařez, na kterém je posazený proutěný koš s květinami. Pravou rukou tento koš přidržuje. Zatímco v levé ruce svírá hrst plnou květů. U jejich nohou, na plintu najdeme také zástupce jara z říše zvířat, a to hlemýždě a zvědavou žábu. Další hlemýžď se plazí po kmeni pařezu na čelní straně. Kudrnatá žena se usmívá. Lineární členění jejich vlasů, hladká tvář s hladkým nosem a ostře ohraničené nadočnicové oblouky poukazují na klasicizující rysy, jež jsou vzácné ve tvorbě dílny Matyáše Bernarda Brauna. Vlasy, jenž má sepnuté do drdolu, zdobí ještě květinový věnec, se kterým se v různých variacích často setkáváme v lyském souboru.